# Erik King
Erik King (Washington, 21 aprile 1963) è un attore statunitense.
È noto soprattutto per aver interpretato il sergente James Doakes nella serie televisiva Dexter.

## Biografia
Figlio di un poliziotto, ha frequentato il Morehouse College, dove ha vinto una "varsity letter" per l'atletica leggera e si laurea col massimo dei voti. Per la sua tesi, ha adattato il film del 1985 Krush Groove in un musical.

## Carriera
Inizia come comparsa nella serie tv Kennedy del 1983, mentre il primo ruolo cinematografico lo ha nel film Street Smart - Per le strade di New York del 1987. Nel corso degli anni recita in diversi film, tra cui Il mistero dei Templari - National Treasure e Soluzione estrema. È anche apparso in diverse serie come Malcolm, Streghe e CSI: Miami. Inoltre ha interpretato il ruolo di Moses Deyell nella serie Oz.
L'attore accresce la propria popolarità grazie all'interpretazione di James Doakes nella serie Dexter, ruolo ricoperto in tutti gli episodi delle prime due stagioni e per questo ruolo ha ricevuto una candidatura ai Saturn Award nel 2008 come miglior attore non protagonista.
Attualmente è il portavoce per la nuova linea di pneumatici HydroEdge della Michelin.

## Filmografia

### Cinema
- Street Smart - Per le strade di New York (Street Smart), regia di Jerry Schatzberg (1987)
- Bella da morire (Prettykill), regia di George Kaczender (1987)
- Vittime di guerra (Casualties of War), regia di Brian De Palma (1989)
- Cadillac Man - Mister occasionissima (Cadillac Man), regia di Roger Donaldson (1990)
- Frequenze pericolose (Stay Tuned), regia di Peter Hyams (1992)
- Joey Breaker, regia di Steven Starr (1993)
- Buona fortuna, Mr. Stone (The Pickle), regia di Paul Mazursky (1993)
- Hollywood brucia (An Alan Smithee Film: Burn Hollywood Burn), regia di Arthur Hiller e Alan Smithee (1998)
- Soluzione estrema (Desperate Measures), regia di Barbet Schroeder (1998)
- Atomic Train - Disastro ad alta velocità (Atomic Train), regia di David Jackson e Dick Lowry (1999)
- Fino a prova contraria (True Crime), regia di Clint Eastwood (1999)
- Le cose che so di lei (Things You Can Tell Just by Looking at Her), regia di Rodrigo García (2000)
- Il mistero dei Templari - National Treasure (National Treasure), regia di Jon Turteltaub (2004)
- Ice Princess - Un sogno sul ghiaccio (Ice Princess), regia di Tim Fywell (2005)

### Televisione
- Kennedy, regia di Jim Goddard - miniserie TV (1983)
- Un uomo chiamato Falco (A Man Called Hawk) - serie TV, episodio 1x09 (1989)
- Babycakes, regia di Paul Schneider - film TV (1989)
- Law & Order - I due volti della giustizia (Law & Order) - serie TV, episodio 1x08 (1990)
- Sunset Beat - serie TV, episodio 1x01 (1990)
- Golden Years - miniserie TV, episodi 1x05-1x06-1x07 (1991)
- The Round Table - serie TV, 7 episodi (1992)
- Persone scomparse (Missing Persons) - serie TV, 17 episodi (1993-1994)
- Queen, regia di John Erman - miniserie TV (1993)
- M.A.N.T.I.S. - serie TV, episodio 1x09 (1994)
- The Watcher - serie TV, episodio 1x01 (1994)
- Un detective in corsia (Diagnosis Murder) - serie TV, episodio 2x12 (1994)
- Matlock - serie TV, episodio 9x14 (1995)
- Gli invasori (The Invaders), regia di Paul Shapiro - film TV (1995)
- Kindred: The Embraced - serie TV, 8 episodi (1996)
- NYPD - New York Police Department (NYPD Blue) - serie TV, episodio 3x19 (1996)
- JAG - Avvocati in divisa (JAG) - serie TV, episodio 3x03 (1997)
- Da un giorno all'altro (Any Day Now) - serie TV, episodio 1x06 (1998)
- Shake, Rattle and Roll: An American Love Story, regia di Mike Robe - film TV (1999)
- Oz - serie TV, 11 episodi (2000-2001)
- The District - serie TV, episodio 1x13-1x15-1x20 (2001)
- Il tocco di un angelo (Touched by an Angel) - serie TV, episodi 7x08-8x10 (1997-2000)
- CSI: Miami - serie TV, episodio 1x04 (2002)
- The Twilight Zone - serie TV, episodio 1x09 (2002)
- Streghe (Charmed) - serie TV, episodio 5x11 (2003)
- Malcolm (Malcolm in the Middle) - serie TV, episodio 5x21 (2004)
- The Division - serie TV, episodio 4x17 (2004)
- Dexter - serie TV, 25 episodi (2006-2012) - James Doakes
- Burn Notice - Duro a morire (Burn Notice) - serie TV, episodio 3x12 (2010)
- Banshee - La città del male (Banshee) - serie TV, 4 episodi (2016)
- The Oath – serie TV, 6 episodi (2019)
- The Good Fight – serie TV, episodi 4x04-4x05 (2020)
- Dexter: Resurrection – serie TV, episodio 1x01 (2025)

## Doppiatori italiani
Nelle versioni in italiano delle opere in cui ha recitato, Erik King è stato doppiato da:
- Alessandro Rossi in Vittime di guerra
- Gaetano Varcasia in The District
- Pierluigi Astore in CSI: Miami
- Roberto Draghetti in Dexter
- Leonardo Graziano in Burn Notice - Duro a morire
- Massimo Rossi in Scomparsi
- Vittorio Guerrieri in Memphis Beat
- Vittorio De Angelis in Malcolm
- Massimo De Ambrosis in Soluzione estrema
- Fabrizio Vidale in Law & Order - I due volti della giustizia
- Francesco De Francesco in Banshee - La città del male
- Alberto Angrisano in Dexter: Resurrection